# Хуан II (король Кастилии)
Хуа́н II Касти́льский (исп. Juan II de Castilla; 6 марта 1405, Торо — 21 июля 1454, Вальядолид) — король Кастилии и Леона с 1406 года. Сын Энрике III Кастильского и Катерины Ланкастерской.

## Биография
Вступил на престол в возрасте одного года, регентами во время его малолетства была его мать и дядя по отцовской линии Фернандо де Антекера, которые разделили страну на две части. После Компромисса Каспе Фернандо покинул Кастилию, став королём Арагона. Его интересы продолжали отстаивать Арагонские инфанты.
В 1418 году умерла Катерина Ланкастерская. Вскоре после её смерти Хуан II заключил брак со своей кузиной Марией Арагонской (дочь его дяди Фернандо I Арагонского). Свадьба состоялась в Авиле 4 августа 1420 года, за год до этого в марте 1419 года в Мадриде состоялась церемония посвящённая достижению Хуаном II совершеннолетнего возраста — 14 лет.
Фактическим правителем в этот период был фаворит короля Альваро де Луна. Альваро де Луна находился в конфликте с арагонскими инфантами и кастильской аристократией, поддерживавшей инфантов. Поддержка Альфонсом V Арагонским своих братьев привела к войне между Кастилией и Арагоном (1429—1430), которая закончилась победой Альваро де Луна и изгнанием инфантов.
В 1445 году умерла Мария Арагонская, и де Луна организовал новый брак короля с португальской инфантой Изабеллой. Свадьба состоялась в городе Мадригаль-де-лас-Альтас-Торрес 17 августа 1447 года. Незадолго до смерти короля Изабелле удалось убедить его порвать отношения с Альваро и предать его казни. Хуан II умер под Вальядолидом 20 июля 1454 года, оставив трон своему сыну Энрике IV.

## Потомки
Дети от первого брака (1420—1445) с Марией Арагонской (*1396 †1445):
- Екатерина Кастильская (*1422 †1424)
- Элеонора Кастильская (*1423 †1425)
- Энрике IV Кастильский (*1425 †1474)
- Мария Кастильская (*1428 †1429)

Дети от второго брака (1447—1454) с Изабеллой Португальской (*1428 †1496):
- Изабелла I Кастильская (*1451 †1504)
- Альфонсо Кастильский (*1453 †1468)